# Alexandra Paul (actrice)
Alexandra Elizabeth Paul (New York, 29 juli 1963) is een Amerikaanse actrice. Zij is waarschijnlijk het best bekend als luitenant Stephanie Holden uit de televisiereeks Baywatch, waarin zij speelde van 1992 tot 1997.

## Biografie

### Persoonlijk leven
Paul werd geboren als dochter van Sarah, een maatschappelijk werkster en Mark Paul, een beleggingsbankier. Paul is gehuwd met de triatloncoach Ian Murray en heeft zelf in triatlons gewedijverd.
Haar eeneiige tweelingzus, Caroline Paul, werd een van de eerste vrouwen die in het brandweerkorps van San Francisco diende en heeft haar ervaringen hieromtrent beschreven in de autobiografie getiteld "Fighting Fire: A Personal Story" (Brand Bestrijden: een Persoonlijk Verhaal).
Haar jongere broer Jonathan Paul werd door de Amerikaanse staat beschuldigd van 'ecoterrorisme'. Tot 2011 zat hij een gevangenisstraf van vier jaar en drie maanden uit voor de brandstichting in 1997 in het Cavel West paardenslachthuis van Redmont te Oregon. Hij was een lid van het ondergrondse Animal Liberation Front (het Dierenbevrijdingsfront).

### Filmloopbaan
Naast Baywatch is Alexandra Paul bekend van films als Christine (1983), gebaseerd op het boek van Stephen King, de wielerwedstrijdfilm American Flyers (1985) met Kevin Costner en de filmversie van de klassieke televisieserie Dragnet met in de hoofdrollen Tom Hanks en Dan Aykroyd. Zij was ook gastvrouw in tal van non-fictie tv-shows waaronder het WE’s Winning Women en een regionale, Zuid-Californische milieushow, Earth Talk Today.
Paul schreef mee aan en coproduceerde twee documentaires: Jampacked, een documentaire over de problematische overbevolking van de wereld en The Cost of Cool: over geluk vinden in een materialistische wereld.
Jampacked ontving een Bronzen Apple Award en een nominatie bij het Earth Vision Environmental Film and Video Festival. The Cost of Cool won een CINE Golden Eagle Award.
Paul is slechts een van de twee voornaamste Baywatch-actrices zonder borstvergrotingen. Haar personage was dat van een wedstrijdzwemster en Olympische zwemcoach, waarbij haar eigen atletische interesses weerspiegeld werden.
Zij had ook een cameo in Borat, waarbij zij in een weggelaten opname haar Baywatch-rol parodieerde.
Paul had hoofdrollen in de in 2008 verschenen film Tru Loved en de in 2009 verschenen film Family of Four, geschreven en geregisseerd door John Suits.

### Als atlete
Paul is eveneens atlete. Zij streed bij de Ironman Triatlon van 1997 in Hawaï een zwemmende 3,93 km, een 180,25 km lange fietsrit en een 42,16 km lange marathon, die zij beëindigde in 13:18:52. In 2004 nam Paul deel aan de 10 kilometer-race van Bonaire, waarbij vanuit het eiland 9,66 km in de oceaan werd gezwommen. In 2006 streed zij in de Maui-Kanaaloversteek een 16 km-zwempartij van het Hawaïaanse eiland Lanai tot Maui.

### Politiek activisme
Paul is ook een milieu- en politiek activiste. In 2005 werd zij door de American Civil Liberties Union van Zuid-Californië uitgeroepen tot "Activiste van het Jaar". Zij recyclet radicaal en zegt geen enkel product te gebruiken dat werd getest op dieren. Zij reisde samen met een medisch hulpteam naar Nicaragua en naar Zuid-Afrika om er stemmers te registreren. Ook lokaal heeft zij de laatste achttien jaar elke woensdagavond  stemwilligen geregistreerd. De Verenigde Naties eerden haar in 1997 voor haar milieubeschermingswerk.
Regelmatig pleegde zij burgerlijke ongehoorzaamheid in haar protest tegen politieke daden. Zo werd zij meer dan een dozijn keer gearresteerd tijdens acties op de nucleaire testsite in Nevada. Op 19 maart 2003 werd zij gearresteerd bij het betreden van een niet publiek toegankelijk staatsdomein, tijdens een protestactie tegen de oorlog in Irak en ze verbleef vervolgens vijf dagen in de gevangenis. In 2006 doneerde ze 250 dollar aan de Ned Lamont-campagne tegen Joe Lieberman, omdat deze laatste de oorlog in Irak steunde. Zij steunde ook de volksvertegenwoordiger Dennis Kucinich voor het presidentschap en doneerde de maximum toegelaten 2300 dollar aan zijn campagne.
Zij werd opnieuw gearresteerd op 14 maart 2005 tijdens een protest tegen het platwalsen van milieuvriendelijke elektrische voertuigen (de EV1) in Burbank (Californië). Deze aanhouding werd weergegeven in de documentaire film Who Killed the Electric Car? ('Wie doodde de elektrische auto?'). Als deel van haar protest parkeerde zij haar wagen in de weg van een vrachtwagen die de EV1’s naar de vuilnisbelt vervoerde. Persoonlijk bestuurt zij reeds haar vierde EV.
Paul is een actief lid van Plug In America, een groep die de ontwikkeling en promotie van elektrische auto's verdedigt.
- Bibliothèque nationale de France: cb13973365q (data)
- Gemeinsame Normdatei: 1193685915
- International Standard Name Identifier: 0000 0000 0146 131X
- Library of Congress Control Number: no97039707
- Nationale Bibliotheek van Israël: 987012383889005171
- Nationale Bibliotheek van Polen: a0000001741417
- Système universitaire de documentation: 060159111
- Virtual International Authority File: 76508170
- WorldCat: E39PBJfrHbQkqw4kJ86h76QTHC